# Cercle Saint-Martin de Colmar
Le cercle Saint-Martin est un monument situé à Colmar, dans le département français du Haut-Rhin.

## Localisation
L'édifice est situé au 13 avenue Joffre à Colmar.

## Historique
Le Cercle Saint-Martin date de 1895 et servait aux activités sportives et culturelles de la paroisse ayant pour but un vaste encadrement de la jeunesse.
Il accueillit de nombreuses manifestations durant l'entre-deux-guerres].

## Architecture
L'édifice, long de 72 m est de style néogothique.